# Ierland op het Eurovisiesongfestival 1976
Ierland nam deel aan het Eurovisiesongfestival 1976 in Den Haag, Nederland. Het was de 11de deelname van Ierland aan het festival.
De nationale omroep RTÉ was verantwoordelijk voor de bijdrage van Ierland voor 1976.

## Selectieprocedure
De Ierse Nationale finale werd gehouden op 8 februari 1976 en werd uitgezonden door de RTÉ. Het vond plaats in Dublin en gepresenteerd door Mike Murphy. Acht deelnemers deden mee in de finale en de winnaar werd gekozen door 8 regionale jury's. The Swarbriggs, die Ierland in 1975 vertegenwoordigden, deden ook dit jaar weer mee. Uiteindelijk won Red Hurley met een totaal van 32 punten, 2 keer zoveel als de tweede.
| Volgorde | Artiest         | Lied                                            | Punten | Plaats |
| -------- | --------------- | ----------------------------------------------- | ------ | ------ |
| 1        | MacWilliams     | "Old Fashioned Song"                            | 4      | 6      |
| 2        | Cahir O'Doherty | "If I Had Your Love"                            | 0      | 7=     |
| 3        | Mary Clifford   | "Cá bhfuil Grá?" ("Where is Love?")             | 12     | 3      |
| 4        | The Swarbriggs  | "The Way of Love"                               | 6      | 5      |
| 5        | Chips           | "We Can Fly"                                    | 16     | 2      |
| 6        | Red Hurley      | "When"                                          | 32     | 1      |
| 7        | Trinity         | "Cé'n Fáth Atáim i nGrá?" ("Why am I in love?") | 0      | 7=     |
| 8        | Cathal Dunne    | "Danny"                                         | 10     | 4      |

## In Den Haag
In Den Haag moest Ierland aantreden als 7de net na België en voor Nederland. Aan het einde van de puntentelling bleek dat Ierland op een 10de plaats was geëindigd met een totaal van 54 punten, waarvan 1 keer het maximum van de punten.

### Gekregen punten

#### Finale
| 12 punten | 10 punten             | 8 punten                         | 7 punten     | 6 punten                  |
| --------- | --------------------- | -------------------------------- | ------------ | ------------------------- |
| - Italië  | - Verenigd Koninkrijk | - Griekenland                    |              | - Monaco                  |
| 5 punten  | 4 punten              | 3 punten                         | 2 punten     | 1 punt                    |
| - Spanje  |                       | - Frankrijk - Israël - Luxemburg | - Oostenrijk | - Duitsland - Joegoslavië |

### Punten gegeven door Ierland

#### Finale
Punten gegeven in de finale:
| 12 punten | Italië              |
| 10 punten | Oostenrijk          |
| 8 punten  | Monaco              |
| 7 punten  | Frankrijk           |
| 6 punten  | Luxemburg           |
| 5 punten  | Finland             |
| 4 punten  | Israël              |
| 3 punten  | Verenigd Koninkrijk |
| 2 punten  | Nederland           |
| 1 punt    | Zwitserland         |

1965 · 1966 · 1967 · 1968 · 1969 · 1970 · 1971 · 1972 · 1973 · 1974 · 1975 · 1976 · 1977 · 1978 · 1979 · 1980 · 1981 · 1982 · 1983 · 1984 · 1985 · 1986 · 1987 · 1988 · 1989 · 1990 · 1991 · 1992 · 1993 · 1994 · 1995 · 1996 · 1997 · 1998 · 1999 · 2000 · 2001 · 2002 · 2003 · 2004 · 2005 · 2006 · 2007 · 2008 · 2009 · 2010 · 2011 · 2012 · 2013 · 2014 · 2015 · 2016 · 2017 · 2018 · 2019 · 2020 · 2021 · 2022 · 2023 · 2024 · 2025
België · Duitsland · Finland · Frankrijk · Griekenland · Ierland · Israël · Italië · Joegoslavië · Luxemburg · Monaco · Nederland · Noorwegen · Oostenrijk · Portugal · Spanje · Verenigd Koninkrijk · Zwitserland